# Regiunea Anatolia Centrală

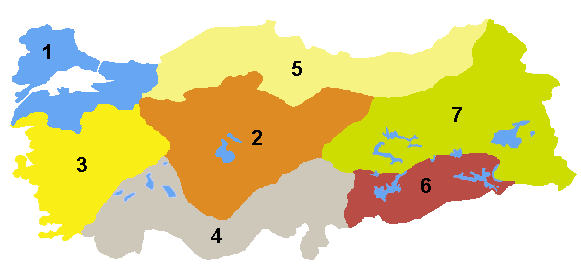
Regiunile Turciei: 1. Regiunea Marmara, 2. Regiunea Anatolia Centrală, 3. Regiunea Egeeană, 4. Regiunea Mediteraneană, 5. Regiunea Mării Negre, 6. Regiunea Anatolia de Sud-Est, 7. Regiunea Anatolia de Est

Situare Regiunii Anatolia Centrală

Regiunea Anatolia Centrală (turcă İç Anadolu Bölgesi) este, cu o suprafață de 151.000 km², a doua regiune ca mărime din cele șapte regiuni geografice ale Turciei.

## Provincii
Regiunea cuprinde următoarele provincii:

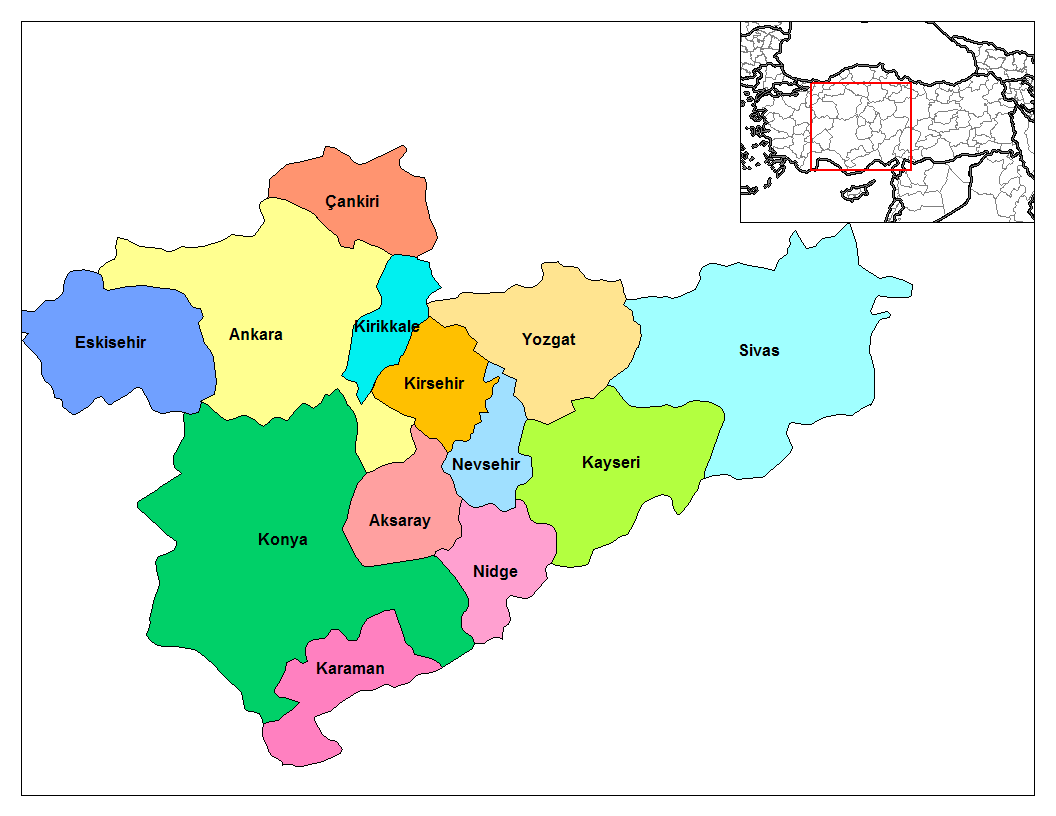
Regiunea Anatolia Centrală

| 1. Aksaray 2. Ankara 3. Çankırı 4. Eskișehir 5. Karaman 6. Kayseri 7. Kırıkkale 8. Kırșehir 9. Konya 10. Nevșehir 11. Niğde 12. Sivas 13. Yozgat |